# Edgar Rabsch (Organist)
Edgar Rabsch (* 5. August 1928 in Tiefenfurt b. Bunzlau; † 17. Juli 1990 in Ulm) war ein deutscher Organist, Chorleiter und Komponist. Seine Werke kennzeichnete er zur Unterscheidung von einem Namensvetter meist mit dem Klammerzusatz „Tiefenfurt“.

## Leben
Rabsch kam durch Richard Poppe (Breslau) in Kontakt mit der Singbewegung. Von 1947 bis 1951 studierte er Kirchenmusik in Esslingen am Neckar bei Karl Ludwig Gerok (dem Organisten der Stuttgarter Stiftskirche) und bei Hans-Arnold Metzger. Es folgten Studien bei Siegfried Reda, Marie-Claire Alain und Cor Kee. 1951 bis 1972 war er Kantor und Organist an der Stiftskirche in Backnang. 1963 wurde er zum Kirchenmusikdirektor ernannt.
1972 bis zu seinem Tod war Rabsch in Nachfolge von Hans Jakob Haller Kirchenmusikdirektor am Ulmer Münster und dirigierte die Münsterkantorei sowie den Ulmer Oratorienchor. 1979 erhielt er einen Lehrauftrag für Orgel und Orgelimprovisation an der Staatlichen Hochschule für Musik Trossingen; 1986 erfolgte die Ernennung zum Professor.
1980 wurde Rabsch mit dem Bundesverdienstkreuz ausgezeichnet.
Als Komponist schrieb Rabsch zahlreiche Chorsätze, Kantaten und Orgelwerke. Er schuf die Disposition der Orgel in der Konrad-Sam-Kapelle im Ulmer Münster.
Im Jahre 1963 gründete Edgar Rabsch die „Sing- und Musizierwoche für junge Leute“, die jährlich auch über seinen Tod hinaus im Kloster Lorch stattfindet.

## Werke (Auswahl)
- Auf, auf, mein Herz mit Freuden, Fantasie für Orgel
- Christ ist erstanden, Choralfantasie für Orgel
- Großer Gott, wir loben dich, Choralkantate für Chor, Gemeinde und Bläser
- Wie freundlich sind deine Wohnungen, Kantate zum 600. Jubiläum des Ulmer Münsters (1977)
- Leihe Gunst mir, Gott, Kantate, dem Ulmer Oratorienchor zum 90-jähr. Jubiläum gewidmet (1980)
- Lobe den Herren, den mächtigen König der Ehren, Variationen für Orgel (1984)
- Victimae paschali laudes, Konzert für Bläser, Orgel u. Schlagzeug